# Polideportivo Antonio Magariños
El Polideportivo Antonio Magariños es una instalación multi deportiva de Madrid donde se disputan partidos de baloncesto masculino y femenino y también, en el pasado, de balonmano. El nombre que se dio al pabellón obedece a la idea de homenajear a Antonio Magariños, profesor de latín del Ramiro de Maeztu y, posteriormente, fundador, impulsor y presidente del Club Baloncesto Estudiantes.

## Historia
El pabellón comenzó a construirse en 1966 y, cinco años después, en 1971, fue inaugurado como terreno de juego oficial del Club Baloncesto Estudiantes. Con la construcción de este pabellón en los terrenos del Ramiro, realizada durante la presidencia del ferrolano Don José Hermida López (1964-71), el conjunto estudiantil tuvo uno de los mejores escenarios en donde en aquella época podían disputarse partidos de baloncesto de alto nivel.
El polideportivo fue el campo de juego de Estudiantes desde la temporada 1971/72 a la 1987/88, cuando el equipo se desplazó a disputar sus partidos oficiales al Palacio de los Deportes de la Comunidad. Durante ese tiempo, el Estu compartió como sede el pabellón con el equipo de balonmano del Atlético de Madrid, conjunto que siguió diputando sus encuentros en este pabellón hasta la temporada 1991/92.
Actualmente, el Magariños es la cancha oficial de los equipos de cantera del club colegial, entre los que destacan dos séniors: el de Liga Femenina y el de liga EBA. De hecho, ya ha vivido la emoción de los playoffs de la Liga Femenina y la clasificación del equipo de las féminas para su primera Copa de la Reina.

## Estructura
La construcción, en su estilo, era una idea innovadora, con gradas en ambos laterales de la cancha y con unos fondos en forma de mini-palcos. La  afición estudiantil, la "Demencia", que se encontraba encantada con la posibilidad de disfrutar de un nuevo campo, se situó en un principio en estos mini-palcos, pero según crecía se fue esparciendo por las gradas laterales del Magata; lo hizo concretamente en una zona de la grada lateral frente al banquillo colegial, que durante mucho tiempo careció de asientos por petición expresa suya, algo que aprovechaban para pintar sobre esta grada de cemento sus pancartas.

## Últimas reformas
En 2008 el pabellón experimentó la reforma más profunda de toda su historia: para ampliar la superficie de parqué para maximizar las posibilidades de cara a entrenamientos y partidos se tuvo que derribar la parte baja del graderío, que había permanecido invariable desde 1970. Se instaló un nuevo parqué, una cortina divisoria retirable de la cancha, doce nuevas canastas colgadas del techo (que se suman a las históricas que tuvieron que jubilarse en 1998 por exigencias de la FIBA), nuevos marcadores electrónicos, nueva instalación de aire acondicionado, etc.; y todo ello se sumaba a los nuevos asientos de plástico colocados en 2005. La reforma se inauguró con la disputa del Torneo Júnior de la Euroliga, coincidiendo con la Final Four de Madrid en mayo de 2008, en la que venció el FMP Zeleznik serbio.

## Anecdotario
- Juan Martínez Arroyo, histórico base y padre de Gonzalo y Pablo Martínez, firmó la primera canasta en juego del Estudiantes en el Magariños, el 11 de octubre de 1970 contra el Águilas de Bilbao.
- En la primera campaña liguera que se disputó en el Magariños, Gonzalo Sagi-Vela consiguió ser el primer jugador estudiantil, y también el único hasta la fecha, en alcanzar el trofeo de máximo anotador.
- El partido de cuartos de final de la Copa Korac ante el Joventut de la temporada 1990/91 tuvo que ser disputado en el Magariños, así como uno de primera fase de la Copa ULEB 2005-06 ante el Ventspils letón.
- El primer partido de competición europea que Estudiantes disputó en Magariños fue en la Recopa, el 14 de noviembre de 1973 contra el Benfica portugués. Victoria por 93-61 y remontada de la derrota sufrida en Lisboa.
- El retorno de los partidos oficiales del Estudiantes al Magata en 1998 tuvo lugar también contra un equipo portugués: el Oporto. Fue en Copa Korac el 21 de octubre, con victoria por 98-77.
- Desde 1998 a 2008, Estudiantes ganó todos los partidos oficiales que disputó en Magariños: los 14 de Copa Korac y el único de Copa ULEB en la campaña 2005/06.